# Берёзово (Лискинский район)
Берёзово — хутор в Лискинском районе Воронежской области.
Входит в состав Степнянского сельского поселения.
Численность населения на 1 января 2011 года — 11 человек.

## География
Расстояния до центра сельского поселения — 4 км.